# Agriognatha espanola
Agriognatha espanola är en spindelart som beskrevs av Bryant 1945. Agriognatha espanola ingår i släktet Agriognatha och familjen käkspindlar. Inga underarter finns listade i Catalogue of Life.